# Nuzi
Nuzi ali Nuzu (akadsko Gasur), sedanji Yorgan Tepe, Irak, je bil starodavno mezopotamsko mesto jugozahodno od sedanjega Kirkuka v bližini Tigrisa. Najdišče tvorijo srednje velik tell in dve manjši gomili.

## Zgodovina
Domneva se, da je bilo mesto Gasur ustanovljeno v času Akadskega cesarstva (2335-2154 pr. n. št.) v poznem 3. tisočletju pr. n. št. Postalo je del Asirije pod upravo Novosumerskega cesarstva. Sredi 2. tisočletja pr. n. št. so mesto zasedli Huriti in ga preimenovali v Nuzi. Zgodovina najdišča v vmesnem obdobju ni jasna, čeprav prisotnost nekaj klinopisnih tablic iz Starega asirskega cesarstva kaže, da je mesto trgovalo z bližnjim Ašurjem. Po padcu huritskega kraljestva Mitani v vojni z Ašur-ubalitom I. iz Srednjega asirskega kraljestva, je Nuzi ponovno prišel pod asirsko oblast in začel postopoma propadati. 
Huritsko obdobje zgodovine mesta je dobro znano, ker so bile arheološke plasti tega obdobja popolnoma raziskane. Starejša zgodovina je zaradi skromnih raziskav manj znana. Zgodovina Nuzija je tesno prepletena z zgodovino bližnjih mest Ešnuna in Hafadža.

## Arheologija
Prve klinopisne tablice iz  Yorgan Tepeja so se začele pojavljati že leta 1896, prva resna arheološka prizadevanja pa so se začela leta 1925, potem ko je Gertrude Bell opazila tablice iz Nuzija na črnem trgu v Bagdadu. Večino arheoloških izkopavanj so opravili Edward Chiera, Robert Pfeiffer in Richard Starr pod pokroviteljstvom Nacionalnega muzeja Iraka in Bagdadske šole ameriške šole za orientalska raziskovanja in kasneje Univerze Harvard in Foggovega muzeja umetnosti. Izkopavanja so potekala celo leto 1931. Mesto je imelo petnajst naselitvenih plasti. Med izkopavanji je bilo najdenih več sto klinopisnih tablic in drugih predmetov.
Večino do zdaj odkritih 5.000 tablic hranijo v Orientalskem inštitutu Univerze Chicago, Harvardski semitski muzej, in Nacionalni muzej Iraka v Bagdadu. Veliko tablic ima rutinsko pravno in poslovno vsebino, približno četrtina pa se nanaša na poslovne transakcije ene družine. Velika večina najdb je iz huritskega obdobja v 2. tisočletju pr. n. št., preostale pa so iz akadskega obdobja. 
Arhiv iz istega obdobja je bil izkopan v  "Zeleni palači" v mestu Tell al-Fakhar, 35 kilometrov jugozahodno od Nuzija.
Najslavnejša najdba z Nuzija je najstarejši do zdaj odkriti zemljevid. Vsebina zemljevida ni znana. Zgleda da je bil del tako imenovanih Gasurskih besedil iz obdobja pred invazijo Huritov, ki so mesto preimenovali v Nuzi. Večina najdenih gospodarskih in poslovnih dokumentov je iz starega akadskega obdobja (okoli  2360-2180 pr. n. št.).
Gasur je bil uspešno trgovsko središče. Besedila razkrivajo raznoliko poslovno skupnost z bogatimi podjetji. Nuzi je bil morda trgovinski partner Eble in tablice, za katere se je domnevalo, da vsebujejo seznam zemljišč, verjetno vsebujejo zemljevid poti. Tablica, ki meri približno 6 x 6,5 cm, je popisana samo na hrbtni strani. V spodnjem levem kotu prikazuje mesto Maskan-dur-ebla ter kanal/reko in dve gorski verigi. 

## Podeželsko mesto (14. stoletje pr. n. št.)
Najbolj znano obdobje zgodovine Yorgan Tepeja je 15.-14. stoletje pr. n. št. Tablice iz tega obdobja kažejo, da je bil Nuzi takrat podeželsko mesto v severni Mezopotamiji, naseljeni večinoma z Asirci in Huriti. Slednji so dobro znani, vendar slabo dokumentirani. Brez odkritij v Nuziju bi bili podatki o njih še bolj skopi.

## Uprava
Mesto je spadalo pod Arrapho. Upravljal ga je guverner  (šaknu) iz svoje palače. Palača, ki se nahaja v središču najišča, je imela številne prostore, razporejene okoli osrednjega dvorišča. V njih so bile sprejemnice, stanovanja, pisarne, kuhinje in trgovine. Iz drobcev, izkopanih v ruševinah stavbe, je razvidno, da so bile stene prostorov poslikane. 
Izkopani arhivi pričajo o kraljevi družini in organizaciji uprave palače in njej podrejenih služb ter plačilih različnim delavcem. Guvernerju podrejeni uradniki so bili  sukkallu (naslov se pogosto prevaja kot vezir, namestnik guvernerja), halṣuhlu - okrožni vodja in hazannu  - župan. Sodstvo so vodili omenjeni uradniki in  dayānu - sodniki. 
Svobodni podložniki države so bili zavezani dajatvi ilku, ki je bila sestavljena iz opravljanja različnih vojaških in civilnih služb, na primer dela na polju.